# Pavel Horák (sbormistr)
Pavel Horák (* 23. dubna 1967, Pardubice) je sbormistr Českého chlapeckého sboru Boni pueri, zároveň je zřizovatelem a prvním ředitelem soukromé školy BONI PUERI - ZUŠ.

## Životopis
Vystudoval obor hudební výchova a v roce 1999 ukončil doktorandské studium oboru sbormistrovství u prof. Jiřího Koláře na pražské Univerzitě Karlově, kde rovněž získal doktorát filozofie. Deset let působil na katedře hudební výchovy Univerzity Hradec Králové a přednášel obor sbormistrovství pro zahraniční studenty na pedagogické fakultě Univerzity Karlovy. Je členem Rotary Clubu Hradec Králové a držitelem ocenění The Paul Harris Award, v roce 2009 obdržel ocenění Stříbrnou medaili 1. stupně Ministerstva školství, mládeže a tělovýchovy za dlouholetou pedagogickou a uměleckou činnost a významný přínos v oblasti hudebního vzdělávání a v témže roce byl nominován na Cenu Ministerstva kultury.
S koncertními skupinami Boni pueri absolvoval četná turné – Evropa, USA, Japonsko, Čína, Jižní Korea, Hong Kong) a účastnil se významných festivalů (Pražské jaro 1994, 1995, 1998, 2004, 2005, 2008, Europalia - Brusel 1998, AmericaFest - Minneapolis 1998, Jeonju Sori Festival- Korea 2002, Shanghai International Arts Festival - Čína 2010). Pětkrát absolvoval jako sbormistr prestižní měsíční turné po Japonsku. Je spoluorganizátorem Světového setkání chlapeckých a mužských sborů 2004 a 2008 v Hradci Králové. Jeho žáci účinkovali jako sólisté v operních představeních (W. A. Mozart: Kouzelná flétna - Teatro dell'Opera di Roma 2004) či v Bernsteinových Žalmech. Účastní se setkání sbormistrů v různých zemích.

## Hudební vzdělání, sbormistrovská průprava
- PedF Hradec Králové (žák doc. L. Klimeše a prof. J. Skopala)
- sbormistrovské kurzy UČPS vedené dr. Z. Mrkosem
- doktorandské studium sbormistrovství na PedF UK Praha (u prof. J. Koláře, 1999)